# حسین غلام نیاکان
حسین‌غلام نیاکان سیاست‌مدار ایرانی بود، که در  دوره بیست و یکم 
و  دوره بیست و دوم   بعنوان نماینده کرمانشاه در مجلس شورای ملی حضور داشت.